# Ливен, Юрий Григорьевич
Барон Ю́рий Григо́рьевич фон Ли́вен (нем. Georg Reinhold von Lieven; 10 (20) сентября 1696 — 15 (26) марта 1763, Каркус) — лифляндский дворянин, барон. Генерал-аншеф русской императорской армии.

## Биография
Происходил из ливонского дворянского рода Ливен.
В 1717 году поступил рядовым на русскую службу. С 1719 года — подпоручик.
В 1727 году — генеральс-адъютант при генерал-фельдмаршале в ранге подполковника. С 1730 года — подполковник.
В 1731 году — ротмистр Конной гвардии, затем — подполковник Кирасирского полка; в 1734 году — секунд-майор, полковник от кавалерии; в 1735 — премьер-майор Конной гвардии.
Принимал участие в русско-турецкой войне 1735—1739 гг. С 13.12.1737 — генерал-майор.
В период 10.11.1740 — 24.01.1763 — подполковник Лейб-гвардии Конного полка, с которым участвовал в русско-шведской войне 1741—1743 гг..
В 1741 году был награждён орденом Св. Александра Невского, в 1744 году — золотой шпагой с бриллиантами.
С 09.03.1746 — генерал-лейтенант.
В 1748—1749 годах участвовал в походе русского вспомогательного корпуса в Германию; с 1748 года — генерал-поручик. После смерти В. А. Репнина командовал корпусом.
С 20.09.1755 — генерал-аншеф.
В 1756—1763 годах участвовал в Семилетней войне, состоял при фельдмаршале С. Ф. Апраксине; в 1757 году был ранен в сражении при Гросс-Егерсдорфе.

## Награды
- Орден Святого Александра Невского (12.09.1741).

## Архивная литература
- Российский государственный военно-исторический архив (РГВИА). — Ф. 16. — Оп. 1/118. — Св. 255. — Д. 837. — Л. 324—326.